# Боголюбовка (Дальнереченский район)
В Уссурийском городском округе Приморья тоже есть село Боголюбовка
Боголю́бовка — село в Дальнереченском районе Приморского края, входит в состав Ореховского сельского поселения.

## География
Село Боголюбовка находится к юго-востоку от Дальнереченска на правом берегу реки Ореховка.
Дорога к селу Боголюбовка идёт от села Орехово.
Расстояние от Боголюбовки до районного центра города Дальнереченск около 80 км.
От Боголюбовки на юго-восток идёт дорога, затем в месте впадения реки Горная в реку Ореховка находится перекрёсток, далее на восток — к посёлку Поляны, а на юг — к посёлку Мартынова Поляна.

## Население
| 1915 | 2002 | 2010 |
| ---- | ---- | ---- |
| 849  | ↘403 | ↘295 |

## Экономика
Жители занимаются сельским хозяйством.